# Arroyo Yacaré Chico
Der Arroyo Yacaré Chico ist ein Fluss im Norden Uruguays.
Er entspringt auf dem Gebiet des Departamento Artigas in der Cuchilla Yacaré Cururú einige Kilometer nordwestlich von Topador. Von dort fließt er zunächst in westliche bis südwestliche, dann in nordwestliche Richtung und mündet als rechtsseitiger Nebenfluss in den Arroyo Yacaré Grande.